# Javaans
Het Javaans is een Austronesische taal die in Indonesië, met name op Java, in Suriname (ongeveer 15% van de bevolking) en in Nieuw-Caledonië wordt gesproken. Deze taal heeft tussen 80 en 100 miljoen sprekers en is daarmee de op tien na meest gesproken taal ter wereld.

## Inleiding
Het Javaans is een Austronesische taal, behorende tot de Soendase tak van de West Maleis-Polynesische subsubfamilie. Deze is op zijn beurt een tak van de Maleis-Polynesische subfamilie van de Austronesische superfamilie. Nauw verwante talen zijn het Maleis, het Soendanees (gesproken op West-Java), het Madoerees (op het eiland Madoera en op Oost-Java) en het Balinees. Verder is het Javaans verwant aan andere Sumatraanse en Borneose talen en het Malagasy van Madagaskar (laatstgenoemde taal is verwant aan de talen van Kalimantan, in de Barito-subfamilie).
Het Javaans wordt voornamelijk gesproken door Javanen in de provincies Midden-Java en Jogjakarta. Ook in de provincies Bantam, West-Java, Oost-Java en buiten Java: in Lampung spreekt men het veel, alsook in de nationale hoofdstad Jakarta.
Het Javaans is een Austronesische taal, die al zeer vroeg geattesteerd is (er zijn vormen uit een vroege periode opgetekend). In verschillende fasen van ontwikkeling is het een van de klassieke talen van Zuidoost-Azië en het kan aldus ook beschouwd worden als een van de klassieke talen van de wereld.

## Geschiedenis
Deskundigen delen de ontwikkeling van het Javaans in in vier verschillende fasen:
| Taalfase              | Periode van aanvang |
| --------------------- | ------------------- |
| Oud-Javaans           | Vanaf de 9e eeuw    |
| Middel-Javaans        | Vanaf de 13e eeuw   |
| Nieuw-Javaans         | Vanaf de 16e eeuw   |
| (Soms) Modern Javaans | Vanaf de 20e eeuw   |

Het oudst geschreven Javaans is de zogenoemde Inscriptie van Soekaboemi. Deze inscriptie werd gevonden in Oost Java bij Kediri begin 20e eeuw. Deze inscriptie is gedateerd op 25 maart 804.
Ofschoon veel handschriften met oude teksten verspreid door heel Java gevonden zijn, is het toch voornamelijk te danken geweest aan de Balinezen dat een zeer groot corpus aan oudere literatuur bewaard is gebleven. Het Javaans is hierdoor de Austronesische taal met de rijkste literatuur.
Het Javaans wordt op drie manieren geschreven:
1. met het Javaanse schrift, ook wel bekend als Aksara Jawa of HaNaCaRaKa (naar de eerste vijf letters), alsmede met het nauw verwante Balinese schrift, die beide afstammen van het Kawischrift, wat weer een nazaat is van het Indiase Brahmischrift
2. het Arabisch-Javaanse schrift, met Arabische karakters maar dan aangepast aan het Javaans, ook wel het pégon genoemd
3. met het Latijnse schrift

## Fonologie
De fonemen van het moderne Standaardjavaans zijn:
Vocalen:
| Voor  | Centraal | Achter |
| ----- | -------- | ------ |
| [i]   |          | [u]    |
| [e]   | [ə]      | [o]    |
| [(ɛ)] |          | [(ɔ)]  |
|       | [a]      |        |

De uitspraak van de vocalen is enigszins ingewikkeld. Hoofdkenmerk van de standaardtaal van Surakarta en Jogjakarta is dat /a/ in open posities in lettergrepen in eindposities en voorlaatste posities uitgesproken wordt als [ɔ] (ongeveer als bot of kop in het Nederlands).
Consonanten:
|                        | Labiaal | Dentaal | Alveolair | Retroflex | Palataal  | Velair | Glottaal |
| ---------------------- | ------- | ------- | --------- | --------- | --------- | ------ | -------- |
| Plofklank              | p b     | t d     |           | [ʈ] [ɖ]   | [tʃ] [dʒ] | k g    | ʔ        |
| Wrijfklank             |         |         | s         | ([ʂ])     |           |        | h        |
| Semi-vocaal en liquide | w       | l       | r         |           | j         |        |          |
| Neusklank              | m       | n       |           | ([ɳ])     | [ɲ]       | [ŋ]    |          |

Noot: De fonemen tussen ronde haakjes zijn allofonen.

## Positie van het Javaans
Het Javaans is nergens de officiële taal; het Indonesisch is de nationale en officiële taal. Maar voor velen is dat een tweede taal, die op school wordt geleerd en die de taal van de kranten is. Het Javaans is toch wel de Austronesische taal met het grootste aantal moedertaalsprekers. Men vermoedt dat minstens 80 miljoen mensen deze taal verstaan. Verder is ten minste 45% van de Indonesische bevolking van Javaanse afkomst. De politieke, militaire en economische macht is in Indonesië goeddeels op Java geconcentreerd. Alle presidenten die Indonesië ooit gehad heeft, het zijn er zes, zijn van Javaanse afkomst. (In het geval van Habibie is dit twijfelachtig, maar zelf beweert hij dat zijn moeder een Javaanse was.)
Gezien de positie van de Javanen en van het Javaans, is het daarom niet verwonderlijk dat deze taal een grote invloed uitoefent op het Indonesisch (Bahasa Indonesia), de officiële taal van Indonesië.

## Dialecten
Er zijn drie hoofddialecten van het Modern Javaans: Westelijk-Javaans, Midden-Javaans en Oostelijk-Javaans. Er is een continuüm aan dialecten vanaf Bantam in het uiterste westen tot Banyuwangi in het uiterste oosten.
Het Standaardjavaans is gebaseerd op het dialect van Surakarta en in mindere mate van Yogyakarta, de twee Javaanse hofsteden. Dit dialect wordt als het meest verfijnde beschouwd. De dialecten zijn min of meer onderling verstaanbaar. Het meest afwijkende dialect is echter het dialect van Balambangan of Banyuwangi, helemaal in het oosten. Deze taal wordt ook wel het Osing Javaans genoemd Basa Osing. Osing is het woord voor ontkenning en is verwant aan het Balinese tusing. In het verleden regeerden Balinese vorsten en krijgers het oosten van Java.

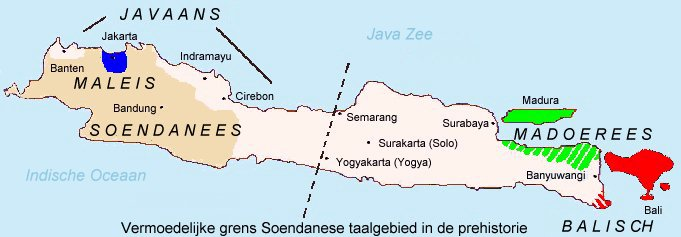
Taalkundige situatie op Java

## Spreekstijlen
Zoals in zoveel talen van Oost-Azië, bijvoorbeeld het Koreaans, het Japans en het Thais alsmede de belendende Austronesische talen, zijn er verschillende spreekstijlen in het Javaans. Deze spreekstijlen drukken beleefdheidsvormen uit. Zo spreekt men Kromo (vaak gespeld als Krama, ook wel Kråmå) tegen hoger geplaatsten, maar Ngoko tegen lagerstaanden of onder gelijken. Het kan dus voorkomen dat in een conversatie tussen twee gesprekspartners, beiden een andere stijl bezigen.
Kromo en Ngoko zijn de twee belangrijkste varianten. Het verschil moet echter niet worden overdreven; het gaat hier zeker niet om verschillende talen, maar slechts om stijlen van taalgebruik.
De overlap tussen de varianten is zeer groot. De verschillen echter vindt men vooral tussen:
- woorden

Geschat wordt dat slechts zo'n 10% van de woordenschat tot het Kromo behoort. Maar daarbij gaat het vaak om woorden die zeer frequent gebruikt worden.
Voorbeeld: Ngoko ya en Kromo inggih betekenen allebei ja.
- voor- en achtervoegsels

Voorbeeld: Ngoko tuju/ne en Kromo tuju/nipun betekenen allebei gelukkig.

## Leenwoorden in het Nederlands
Door de koloniale tijd zijn er ook Javaanse woorden in het Nederlands terechtgekomen. Een voorbeeld uit de scheepvaart is "tjetten" dat "in de verf/menie zetten" betekent. "Cet" is Javaans voor verf.

## Verder te lezen

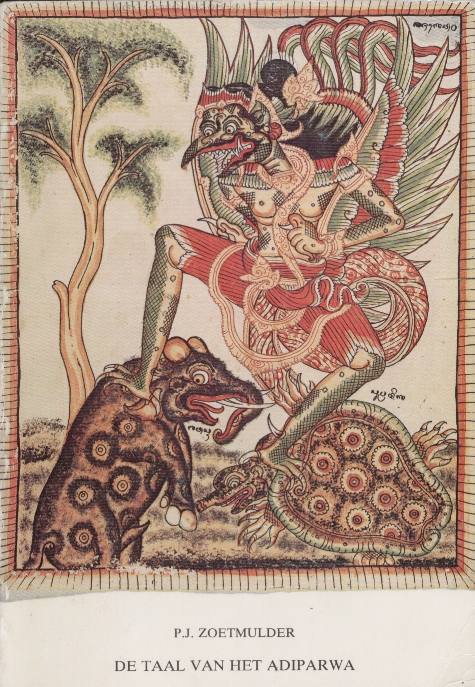
Kaft van De Taal van het Adiparwa, 1950 (P.J. Zoetmulder)

- P.V. van Stein Callenfels, 'De Inscriptie van Soekaboemi', Mededelingen Koninklijke Akademie van Wetenschappen en Letterkunde, 1934, N.R. LXXVIII, B, no 4
- Th. Pigeaud, Javaans-Nederlands woordenboek, 1938 (4e druk 1989)
- P.J. Zoetmulder, De Taal van het Adiparwa, 1950 (Over het Oud-Javaans)
- E.M. Uhlenbeck, A Critical Survey of Studies on the Languages of Java and Madura, 1964 (Over de Javaanse dialecten)
- J.J. Ras, Inleiding tot het Modern Javaans, 1992, ISBN 90-6718-073-4 (3e druk)
- J.J. Ras, De beoefening van het Javaans in Indonesië en Nederland. Rede uitgesproken op vrijdag 8 mei 1992 ter gelegenheid van het afscheid als gewoon hoogleraar in de Javaanse taal- en letterkunde.
- B. Arps, Tembang in Two Traditions, 1992 (Over het Osing Javaans en het pegon)
- W. van der Molen, Het Javaanse Schrift, 1993
- B. Arps ea., Hedendaags Javaans: een leerboek, 2000, ISBN 90-73084-20-2
- Albada, Rob van, Th. Pigeaud, Javaans-Nederlands woordenboek, Leiden 2007, KITLV

Er is een nieuwe uitgave van het woordenboek van Van Albada en Pigeaud: Rob van Albada en Th. Pigeaud, Javaans-Nederlands woordenboek, Brill 2014, 2 delen. Deel 1 (A-L) pp. 768; deel 2 (M-z) pp. 769–1509 ISBN 978-90-04-27695-6 [ook als e-book verkrijgbaar] Bevat ruim 14.000 aanvullingen t.o.v. de druk van 2007, de meeste aanvullingen zijn voorzien van een verwijzing en een citaat.